# Pietro Gandolfi
Pietro Gandolfi (* 21. April 1987 in Parma) ist ein italienischer Rennfahrer.

## Karriere
Gandolfi begann seine Motorsportkarriere 2000 im Kartsport, in dem er bis 2004 aktiv war. 2005 debütierte er in der Winterserie der italienischen Formel Renault im Formelsport. 2006 nahm er an fünf Rennen in der regulären Meisterschaft der italienischen Formel Renault teil. 2007 wechselte er zu Emmebi Motorsport in die Schweizer Formel Renault und blieb für zwei Saisons in dieser Meisterschaft. Nach Platz 21 in seiner ersten Saison, wurde er 2008 26. in der Fahrerwertung.
2009 wechselte er in die wiederbelebte FIA-Formel-2-Meisterschaft. Gandolfi blieb die komplette Saison ohne Punkte und belegte am Ende der Saison mit einem 14. Platz als bestes Resultat den letzten Platz in der Fahrerwertung. 2010 war Gandolfi in keiner Rennserie aktiv.

## Karrierestationen
| - 2000–2004: Kartsport - 2005: Italienische Formel Renault, Winterserie | - 2006: Italienische Formel Renault - 2007: Schweizer Formel Renault (Platz 21) | - 2008: Schweizer Formel Renault (Platz 26) - 2009: Formel 2 (Platz 27) |